# جون فليتشير (سياسي)
جون فليتشير (بالإنجليزية: John Fletcher)‏ هو سياسي أسترالي وبريطاني (وحمل سابقاً جنسية المملكة المتحدة لبريطانيا العظمى وأيرلندا)، ولد في 9 ديسمبر 1883، وتوفي في 5 يونيو 1958. انتخب عضو مجلس النواب جنوب أستراليا من الجمعية عن دائرة Electoral district of Mount Gambier ‏ وقد انضم خلال فترته النيابية (19 مارس 1938 – 5 يونيو 1958)  للكتلة البرلمانية مستقل.